# Hypoptophis wilsonii
Hypoptophis wilsonii – gatunek jadowitego węża z podrodziny aparalakt (Aparallactinae) w rodzinie gleboryjcowatych (Atractaspididae); jedyny przedstawiciel rodzaju Hypoptophis. Występuje w Afryce Środkowej – w  Demokratycznej Republice Konga, Angoli i Zambii.